# Sabrina Simoni
Sabrina Simoni (ur. 16 października 1969 w Bolonii) – włoska pedagog, dyrygentka chóru Piccolo Coro dell’Antoniano.

## Życiorys
Absolwentka konserwatoriów muzycznych w Bolonii (klasa fortepianu) i Ferrarze (muzyka chóralna). W roku 1991 rozpoczęła współpracę z bolońskim Instytutem Antoniano, przejmując opiekę nad chórem młodzieżowym Verdi Note dell'Antoniano.
Rok później zastąpiła w przygotowaniach Piccolo Coro do festiwalu Zecchino d’Oro Mariele Ventre, która musiała poddać się leczeniu. Podczas samego festiwalu chórem kierowała już Ventre, ale Simoni stała się oficjalną kandydatką do przejęcia opieki nad zespołem w przyszłości, co nastąpiło już w grudniu 1995 roku, w związku ze śmiercią Mariele Ventre. 
Ventre, która od kilku miesięcy ciężko chorowała intensywnie przygotowywała Simoni do przejęcia opieki na chórem w każdej chwili.
Przejęcie pełnej opieki nad Piccolo Coro, na długo nie odciągnęło Simoni od jej pierwszego chóru - Verdi Note, z kierowania którym zrezygnowała dopiero po dziesięciu latach, gdy opiekę nad nim przejął Stefano Nanni.
Sabrina Simoni wydała w roku 2003 dwie książki dla dzieci Favole in canto oraz La tastiera incantata, celem których było zainteresowanie muzyką małych dzieci.
W roku 2001 poślubiła Siro Merlo.